# Every Day Counts Initiative
Die Every Day Counts Initiative (Jeder-Tag-zählt-Initiative) ist das Straßeninfrastrukturprojekt der US-amerikanischen Bundesstraßenverwaltung (FHWA), das im Jahr 2009 geplant und im Jahr 2011 gestartet wurde. Es soll Innovationen fördern und umsetzen, die die Projektlaufzeiten verkürzen, die Sicherheit erhöhen und die Umwelt entlasten. Dies wirkte sich auch positiv auf die Beschleunigung vom Umsetzen einiger Innovationen aus.
Fünf Schritte sind von 2012 bis 2020 geplant und umfassen verschiedene Technologien und Methoden zur Verbesserung von Reisezeit, Sicherheit, Projekt- und Vertragsmanagement sowie zur Einsparung von Energie, Risiken, Kosten und Umweltressourcen.